# 715 Transvaalia
715 Transvaalia је астероид главног астероидног појаса са пречником од приближно 28,55 .
Афел астероида је на удаљености од 3,001 астрономских јединица (АЈ) од Сунца, а перихел на 2,531 АЈ.
Ексцентрицитет орбите износи 0,084, инклинација (нагиб) орбите у односу на раван еклиптике 13,805 степени, а орбитални период износи 1681,042 дана (4,602 године).
Апсолутна магнитуда астероида је 9,80 а геометријски албедо 0,260.
Астероид је откривен 22. априла 1911. године.